# 사카이 다다쓰구 (1527년)
사카이 다다쓰구(일본어: 酒井忠次)는 센고쿠 시대부터 아즈치모모야마 시대까지 활약한 미카와의 무장이다. 도쿠가와가(徳川家)의 가신(家臣)으로서 도쿠가와 사천왕의 필두다. 도쿠가와 이에야스에게는 고모부에 해당한다.

## 생애
다이에이(大永) 7년(1527년)、도쿠가와 씨의 전신인 마쓰다이라 씨(松平氏)의 후다이(譜代) 가신 ・ 사카이 다다치카(酒井忠親)의 둘째 아들로 미카와 누가타 군((額田郡) 이타 성(井田城)에서 태어났다. 원복(元服)을 치르고 도쿠가와 이에야스(徳川家康)의 아버지 마쓰다이라 히로타다(松平広忠)에게 출사하여 사카이 고고로(酒井小五郎), 후에는 사에몬노이(左衛門尉)라고 칭하였다.
다케치요(竹千代, 도쿠가와 이에야스)가 이마가와 요시모토(今川義元)에게 인질로 슨푸(駿府)로 갈 때, 다케치요를 따라 갔던 가신 가운데는 사카이 마사치카(酒井正親) 다음으로 가장 나이가 많았다(23세). 그 뒤 마쓰다이라 모토야스(松平元信, 도쿠가와 이에야스)의 휘하로써 출사하였고, 고지(弘治) 연간의 초기 무렵부터 후쿠야 성(福谷城)에서 거주하고 있었다. 고지 2년(1556년) 시바타 가쓰이에(柴田勝家)가 거느린 2,000기(騎)가 후쿠야 성이 공격당했을 때, 다다쓰구는 성 바깥으로 나가 싸워서 격렬한 공방 끝에 가쓰이에를 패주시켰다. 이 후쿠야 성 공방전에 대해서는 『도쇼군칸』(東照軍艦), 『무덕대성기』(武徳大成記), 『이에타다 일기』(家忠日記), 『오쿠보 다다카쓰 보』(大久保忠勝譜), 『아베 다다마사 보』(阿部忠政譜), 『어년보』(御年譜), 『도쿠가와 실기』(徳川実紀) 등 많은 문헌에 기술되어 있다.
에이로쿠(永禄) 3년(1560년) 5월에 오케하자마 전투(桶狭間の戦い) 이후 도쿠가와 가문의 가로(家老)가 되어 에이로쿠 6년(1563년) 미카와 잇코잇키(三河一向一揆)에서는 사카이 다다히사(酒井忠尚)를 비롯하여 사카이 씨의 대부분이 잇코잇키에 가담한 것과는 달리 다다쓰구는 이에야스를 따랐다. 에이로쿠 7년(1564년)에는 요시다 성(吉田城) 공격에서 선봉을 맡았고, 수비측 장군인 오하라 시게자네(小原鎮実)를 철퇴시키고 무혈입성, 성을 함락시키는 전공을 세우고 성주가 되었다. 이로 해서 다다쓰구는 동부 미카와의 기두로써 미카와 동부의 여러 마쓰다이라 일문이나 고쿠진(国人)을 통어하는 역할을 부여받았다(서부 미카와는 이시카와 이에나리石川家成).
에이로쿠 12년(1569년)말에 가이국(甲斐国)의 다케다 신겐(武田信玄)은 이마가와 우지자네(今川氏真)의 령국(領国)인 스루가(駿河)로의 침공을 행했다(스루가 침공). 도쿠가와 씨는 당초 다케다 씨와 동맹을 맺고 이마가와 령국의 할양을 조건으로 협정을 맺었는데, 다다쓰구는 다케다측과의 교섭을 담당하고 있었다.
겐키(元亀) 원년(1570년) 아네가와 전투(姉川の戦い)에서는 아네가와 연안에 진을 치고 오가사와라 노부오키(小笠原信興)의 부대와 함께 아사쿠라 군으로 돌진해 들어가 반격하였다. 겐키 3년(1573년) 미카타가하라 전투(三方ヶ原の戦い)에서는 우익을 맡아서 적군인 오야마다 노부시게(小山田信茂) 부대와 격돌하였고, 이를 쳐부수었다. 덴쇼(天正) 3년(1575년)의 나가시노 전투(長篠の戦い)에서는 분견대를 거느리고 다케다 가쓰요리(武田勝頼)의 배후였던 도비가스 요새(鳶巣山砦)로부터 기습을 감행, 도비가스 요새를 함락시키고 나가시노 성(長篠城)을 구출한 가운데 가쓰요리의 숙부인 가와쿠보 노부자네(河窪信実) 등을 쳤으며, 아루미 촌(有海村)의 다케다 지군(支軍)을 쳐부수는 큰 공을 세웠다. 전쟁 뒤에는 노부나가(信長)로부터 「등에도 눈을 달고 있다」(背に目を持つごとし)라는 상찬을 받았다.
이에야스의 두터운 신임을 받고 있던 다다쓰구는 덴쇼 7년(1579년) 이에야스의 적자인 마쓰다이라 노부야스(松平信康)의 건으로 오다 노부나가에게 힐문을 받았을 때, 오쿠보 다다요(大久保忠世)와 함께 해명을 위한 사자로써 아즈치 성(安土城)으로 보내졌다. 이 무렵 다다쓰구는 노부야스를 충분히 변호하지 않고 노부야스의 할복을 막지 못했다고 한다. 사실 이 노부야스 할복의 통설에 관해서는 여러 가지 의문점도 존재하고 있어 노부야스의 할복은 이에야스의 의사였다고 하는 설도 최근에 발표되었다.
이후에도 이에야스의 중신으로써 출사하였고 덴쇼 10년(1582년) 6월 2일에 일어난 혼노지의 변(本能寺の変)으로 노부나가가 죽음을 맞이한 뒤, 이에야스는 공백지대가 된 다케다 집안의 옛 영지 가이 ・ 시나노(信濃)의 장악을 노렸고(덴쇼 임오의 난天正壬午の乱)、6월 27일에는 다다쓰구를 시나노로 파견해서 시나노 고쿠츄(国衆)의 회유를 꾀하였다(『이에타다 일기』). 다다쓰구는 오쿠미카와(奥三河) ・ 이나(伊那)를 경유하여 시나노를 침공하였으나 스와 요리타다(諏訪頼忠)나 오가사와라 사다요시(小笠原貞慶) 등의 이반으로 실패하였다.
또한 덴쇼 12년(1584년) 고마키 ・ 나가쿠테 전투(小牧・長久手の戦い)에서는 하네구로 전투(羽黒の戦い)에서 모리 나가요시(森長可)를 패주시키는 등 이에야스의 주요 전투에 모두 참전하였다.
덴쇼 13년(1585년)에 같은 이에야스의 숙로(宿老)였던 이시카와 가즈마사(石川数正)가 출분함으로써 이에야스 제일의 중신이 되었고, 덴쇼 14년(1586년) 10월 24일에 가문 안에서는 최고위인 종4위하 ・ 사에몬노카미(左衛門督)로 서위 임관된다. 덴쇼 16년(1588년) 10월、장남인 이에쓰구(家次)에게 가독을 넘겨주고 은거하였다. 은거 요인은 나이가 많다고 하는 것도 있었고, 눈병을 앓으며 거의 눈이 보이지 않게 되었다는 것도 있었다. 교토(京都)에서 도요토미 히데요시(豊臣秀吉)로부터는 교토(京都) 사쿠라이(桜井)의 저택과 시녀와 교토에 체재하는 비용으로 1천 석을 받았고, 이 무렵 뉴도(入道)로써 「一智」라 불렸다고 일반적으로 전해지고 있다.
게이초(慶長) 원년(1596년)10월 28일、교토 사쿠라이 저택에서 사망하였다. 향년 70세. 묘소는 지온인(知恩院)의 탑두(塔頭) ・ 센큐인(先求院). 묘는 지온인 산중턱의 묘지 내에 있다.

## 인물
유능한 장수로서 가문 중에서 지위가 높아 도쿠가와 이에야스가 미카와국에 있던 시절 주요성의 성주나 군진(軍陣)에서 중요한 역할을 담당할 정도로 신임을 받았다. 1575년의 나가시노 전투에서는 다케다씨 진영에 야습을 하여 큰 성공을 거둘 정도로 군략에도 뛰어났다. 그 밖에도 고마키·나가쿠테 전투에서의 활약, 히데다다를 동반한 상경 등 가문내에서 위세는 절정에 달해 있었다.
- 미카타가하라 전투에서는 이에야스가 하마마쓰 성(浜松城)으로 도망쳐 돌아간 뒤, 다다쓰구 자신이 성의 망루에서 태고(太鼓)를 울리며 아군들을 고무시켰고, 다케다측에는 복병이 있는 것으로 의심하게 해서 돌아가게 했다는 「사카이의 태고」(酒井の太鼓) 이야기는 가와타케 모쿠아미(河竹黙阿弥)의 『태고음지용삼략』(太鼓音知勇三略, 훗날 신가부키 18번의 한 편이 되었다)이 1873년(메이지 6년) 3월에 무라야마사(村山座)에서 초연된 것이 초연된 것이 인기를 끌면서 알려지게 되었는데, 『미카와 후풍토기』(三河後風土記)가 그 전거가 되고 있다.
- 겐키 4년(1573년) 정월, 다케다 집안으로부터 「솔이 마르고 죽순조차도 없는 내일이로다」(松枯れて竹類(たけたぐひ)なき明日かな)라고 읊은 시가 전해져 왔는데, 이에야스나 도쿠가와 가신단은 격노하였으나 다다쓰구는 그 시구의 요소에 탁점을 더해서 「솔이 마르고 다케다조차 없는 내일이로다」(松枯れで武田首(たけだくび)なき明日かな)라고 읽어 돌려주었다고 한다. 이로부터 정월에는 가도마쓰(門松)의 대나무를 비스듬히 잘라내는 것이 습관이 되었다고 한다.
- 다다쓰구가 아꼈던 창은 「甕通槍」라고 해서 옹기를 꿰뚫고 적을 찔렀다고 한다.
- 사카이 다다쓰구의 애도(愛刀)로 일곱째 아들 마쓰다이라 간자부로(松平甚三郎, 庄内藩主席家老)의 가계로 전해지는 이노시시기리(猪切)는 마사무네(村正)의 고제(高弟)인 마사자네(正真)의 작품이다(칼의 명문에는 「正真」라는 두 글자가 있다).[2] 젊었을 때의 이에야스가 동반자를 데리고 사냥을 나갔을 때, 다다쓰구가 이 센지 마사자네(千子正真)로 멧돼지를 베었으므로 칼자루에「猪切」라는 금상감을 넣었다고 한다.[2]
- 새우잡이 춤(海老すくいという踊り)을 잘 추었으며 중신임에도 제장들 앞에서 이 춤을 추어보여서 흥을 돋우웠다고 한다. 덴쇼 14년(1586년) 이에야스가 호조 우지마사(北条氏政)와 동맹을 맺기 위해 이즈 미시마(伊豆三島)로 갔을 때 술자리에도 이를 추어보였다고 한다.[3]
- 적남 ・ 이에쓰구(家次)가 받은 우스이(臼井) 3만 석은 당시 도쿠가와 사천왕(徳川四天王)의 나머지 세 사람이 10만 석 규모임에 비하면 적은 봉록이었다. 이에 격분한 다다쓰구는 이에야스에게 다른 동료들에게 체면이 서지 않는다며 좀 더 늘려줄것을 요구했으나, 이에야스는 "자네도 자기 아들은 귀여운가 보지?"(お前も我が子が可愛いか)라며 단숨에 물리쳤다고 한다. 이에야스의 이 발언은 다다쓰구가 노부야스의 할복 사건 당시에 별다른 구명 노력을 하지 않은 것에 대한 질책이었다고 해석되고 있으나, 앞에서 언급한 바와 같이 노부야스 사건은 노부나가의 명령이 아니었다는 설도 있다. 또한 혼다(本多) ・ 사카키바라(榊原) ・ 이이(井伊)의 고쿠다카(石高)와 성지(城地)는 도요토미 히데요시의 명령에 따라 결정된 것이었지 이에야스의 의향은 아니었다는 설도 있다.
- 어느 날 사카키바라 야스마사(榊原康政)가 대부분의 다케다 가신들이 이이 나오마사(井伊直政)에게만 배부되고 자신에게는 거의 배부되지 않았던 것을 불만으로 생각해, 다다쓰구에게 이를 토로하였는데, 이를 들은 다다쓰구는 거꾸로 야스마사를 질책하였다. 이후 다다쓰구가 나오마사와 야스마사 사이를 중개하였고, 이후 두 사람은 친구처럼 지냈다고 한다.
- 『상산기담』(常山紀談)의 기술에 따르면 나가시노 전투에서 도비가스 산 요새(鳶ヶ巣山砦)에 대한 기습 작전은 노부나가의 본영인 고쿠라쿠지 산(極楽寺山)에서 벌어진 군의에서 다다쓰구가 발안한 것이었는데 노부나가로부터는 「그딴 잔머리를 어떻게 쓰겠느냐」며 대놓고 욕했고, 다다쓰구의 발안은 더 볼 것도 없이 각하되었다. 그러나 군의를 마치고 제장들이 물러간 뒤, 다다쓰구는 노부나가에게 몰래 불려갔고, 「아까는 작전 정보가 다케다 쪽으로 샐 염려가 있었기 때문에 일부러 너의 발안을 각하했지만, 너의 발안은 이치에 맞는 최선의 작전이다. 작전의 지휘는 너에게 맡길테니 즉시 작전을 실행하라」라고 했고, 다다쓰구가 거느린 3천 병사에 더해 노부나가의 철포대 5백 명까지 붙여주어, 작전의 전 지휘를 맡겼다고 한다.
- 다다쓰구는 이에야스의 고모와 결혼하여 가문내에서 그 지위가 상당히 높아 이에야스가 하는 일에 자주 간섭을 하고 반대를 하였다. 가신의 권세가 이로 인해 군주를 뛰어넘으려하면 반드시 화를 입는 법이었다. 사카이 가문의 몰락은 이에야스의 보복심리가 아닌 다다쓰구의 오만한 처세술 때문이라 해야 할 것이다. 후에 손자 다다시게에 의한 사카이 나가토노카미 사건(酒井長門守一件)으로 사에몬노조가는 멸문할 뻔 하였다.